# Tomàs Bosque Peñarroya
Tomàs Bosque Peñarroya (la Codonyera, Matarranya, 27 d'abril de 1948) és un cantant de la Franja de Ponent.
Fins als 24 anys va estar lligat professionalment al món del cooperativisme agrari "Buscar" al seu poble natal. Es va donar a conèixer als anys setanta com a cantautor en castellà i «chapurriàu». és un cantant de la Franja de Ponent.
Músic d'expressió majoritàriament castellana, ha enregistrat dos àlbums. El primer va ser Cuando los tiempos vienen mejores (1977), que contenia dos temes en català. Ha publicat poemes en aquesta llengua en diverses revistes i antologies.
Les seves composicions, profundament líriques, descriuen els greus problemes del camp a l'Aragó i la difícil situació del català a la frontera de la llengua. és un cantant de la Franja de Ponent.

## Discografia
Cuando Los Tiempos Vienen Mejores (1977)

- Descripción
- Deseos
- Dedicado A M. A.
- A Obreros Y Labradores
- A Todos
- Hauriem
- Cuida El Vino
- Compañero
- Como Estamos
- A Golps Creixem.